# アイスプラント
アイスプラント（英: Ice plant、学名: Mesembryanthemum crystallinum）は、ハマミズナ科メセンブリアンテマ属の植物。
ヨーロッパ、南アフリカ原産。肉厚の葉や茎の表皮にミネラル（塩）を蓄える細胞があるため、凍ったように見えることが名前の由来である。
英語ではアイスプラント（iceplants）は本種が属するハマミズナ科の植物の総称で、狭義ではアイスプラントはむしろ耐寒マツバギク属（Delosperma）やマツバギク属（Lampranthus）を指す。また欧米では近縁のカルポブローツス・エドゥリスの方が食用のアイスプラントとして一般的である。

## 生態
乾燥に耐えるとともに、耐塩性が高い塩生植物の一つであり、海水と同程度の濃度の塩化ナトリウム水溶液中でも水耕栽培が可能である。さらに、生活環が半年程度と比較的短く、栽培も容易なため、植物の耐塩性研究におけるモデル生物として学術的な注目も集まっている。水耕栽培ではなく土耕栽培を行った場合は、地中にカドミウムなどの有害な重金属が含まれている場合、一般作物以上に吸収、蓄積する特性がある。
乾燥や塩ストレスを与えないと一般的な光合成経路であるC3光合成を行い、乾燥/塩ストレスを与えるとCAM型光合成へ移行することができる。CAM型光合成を行うアイスプラントは、アミノ酸のプロリンやピニトールといった環境適合溶質をより生合成することによって、過酷な乾燥ストレスから生体を防御する。
また、表皮には塩嚢細胞（ブラッダー細胞、英語：Bladder Cell）と呼ばれる体内に侵入した塩類を隔離するための細胞が発達している。塩嚢細胞の大きさは2ミリ前後に達し、透明でキラキラと輝くため、種名のクリスタリナムの由来となっている。

## 栽培
発芽適温は20度前後、過湿に弱い性質があり、日当たりと水はけのよい場所で育てる。日本における作型は、早春に播種、春に植え付けて初夏に収穫する春まき栽培と、晩夏に播種、初秋に植え付けて晩秋にかけて収穫する夏まき栽培の方法がある。日中30度を超えてくると、下の葉が枯れてくる。花が咲いてきたら収穫期は終わりになる。
腐葉土を入れた育苗ポットで種をまき、発芽して10センチメートル (cm) ほどに育ったら植え付けを行う。茎も葉も折れやすいため植え替え時は丁寧に苗を扱う。乾燥気味に育てるため、コンテナ栽培では日当たりのよいところに置いておく。露地栽培するときは、日当たりがよくて水はけのよい場所に高畝を立てて、株間30 cmぐらい開けて苗を定植する。生長を見て追肥し、葉先から15 cmくらいを切って収穫する。

## 利用
若い葉や茎が食用になり、独特の食感と塩味が特徴である。フランスではフィコイド・グラシアル（ficoïde glaciale）と呼ばれ、フランス料理の食材として使われている。アフリカでは民間薬や石けんとして利用される。味や香りが薄いため、サラダや天ぷら、炒め物などの料理に適している。
日本でも佐賀大学農学部が栽培化し、塩味のする新野菜として紹介したことをきっかけに、近年、全国各地でも栽培されはじめた。日本国内産の栽培品種はさまざまな商品名ががついており、国立ファームはソルトリーフ、佐賀大学発ベンチャーの農研堂はバラフとクリスタルリーフ、アグリ社はプッチーナ、滋賀県長浜市の日本アドバンストアグリはツブリナという商標を用いている。また、静岡県ではソルティーナやシオーナの名で販売されている。
アイスプラントには、中性脂肪の増加を抑えて内臓脂肪を減らす効果があるといわれるミオイノシトールが含まれる。またピニトールも含まれており、血糖値を下げる効果や、肝機能改善効果が有るとされる[要出典医学]。
また、国内でもアイスプラントを配合した化粧品が開発されるなど、その保湿作用やビタミンに着目した新規素材として使われ始めている。

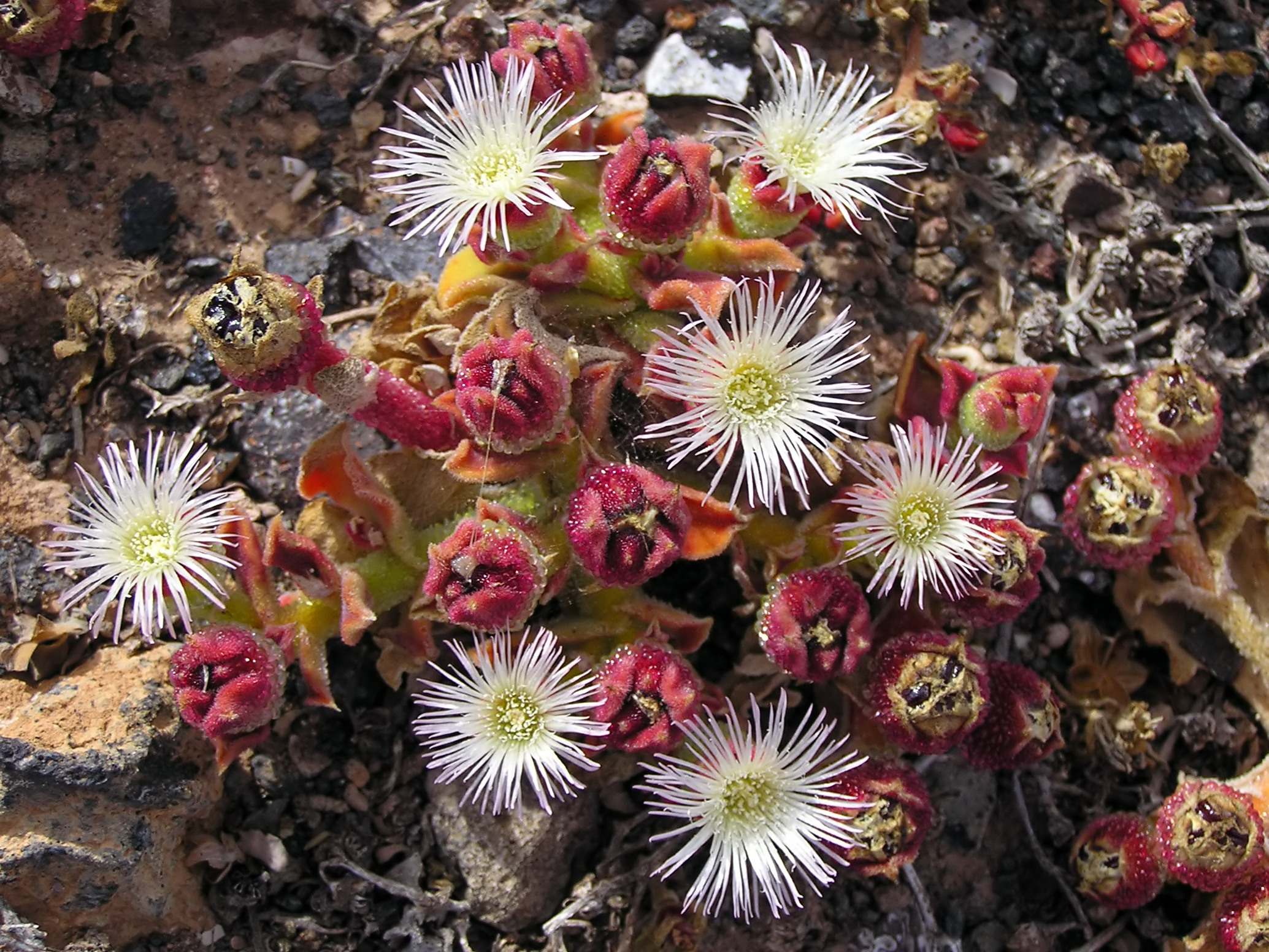
アイスプラント、ランサローテ島、スペイン
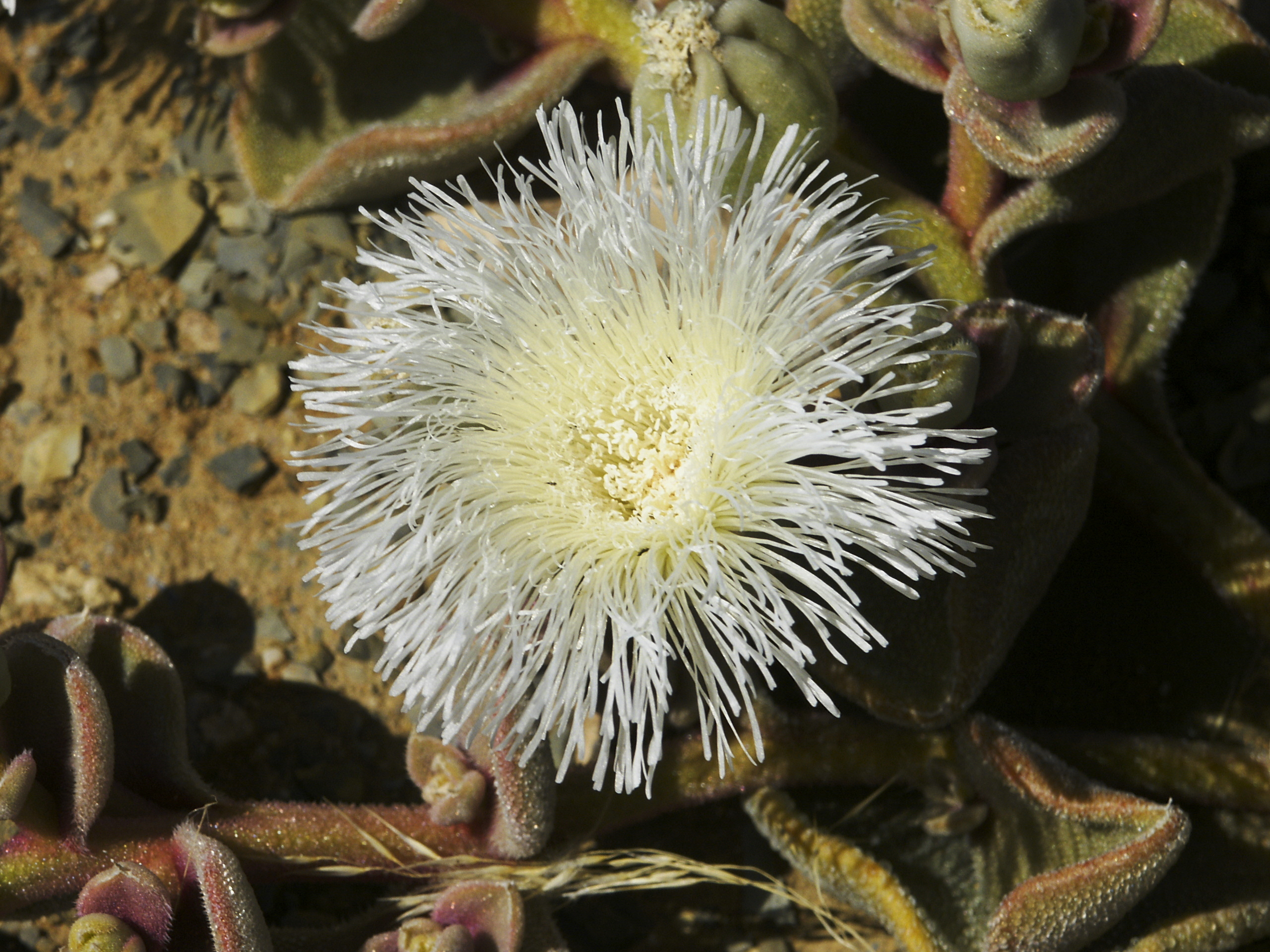
アイスプラント、ナマクアランド、南アフリカ共和国
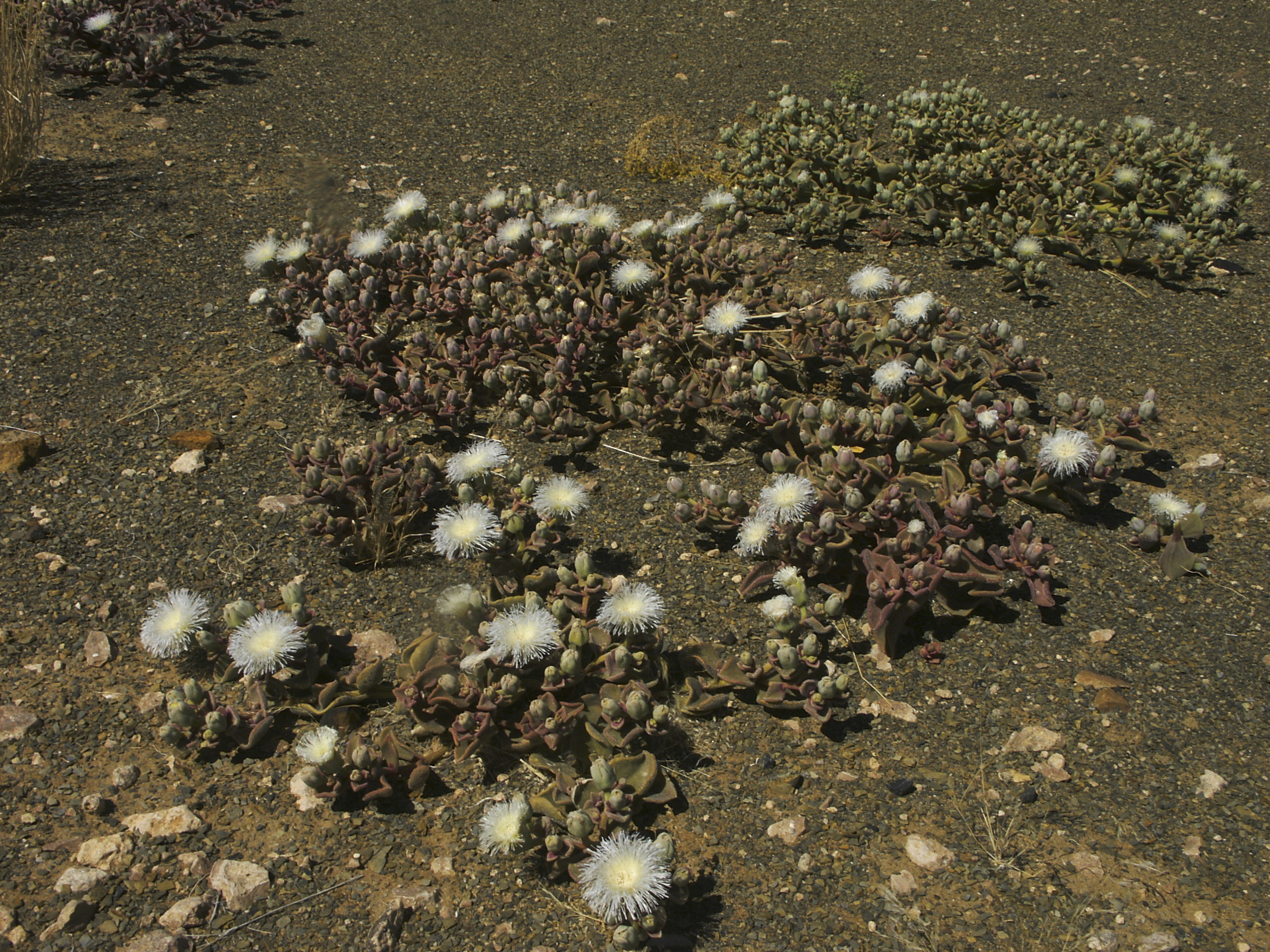
アイスプラントの群生、ナマクアランド
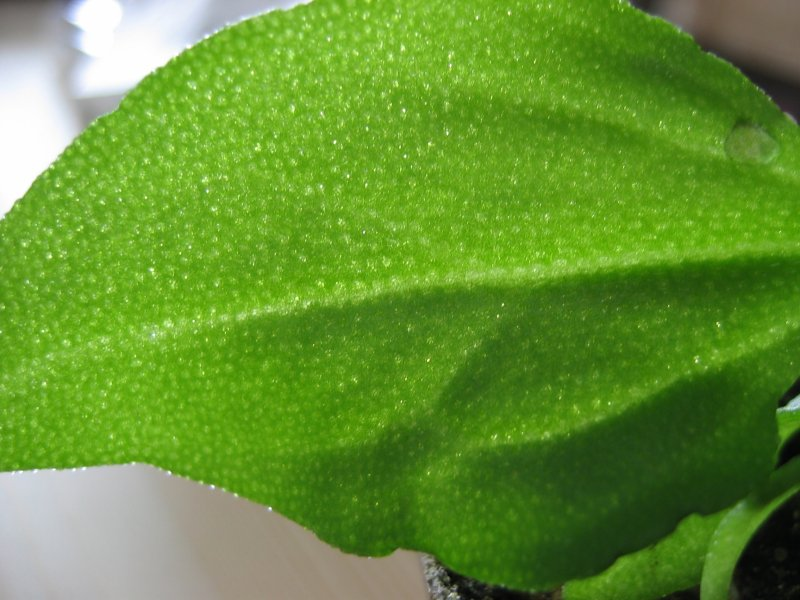
葉の表面の塩嚢細胞